# NHK 오이타 방송국

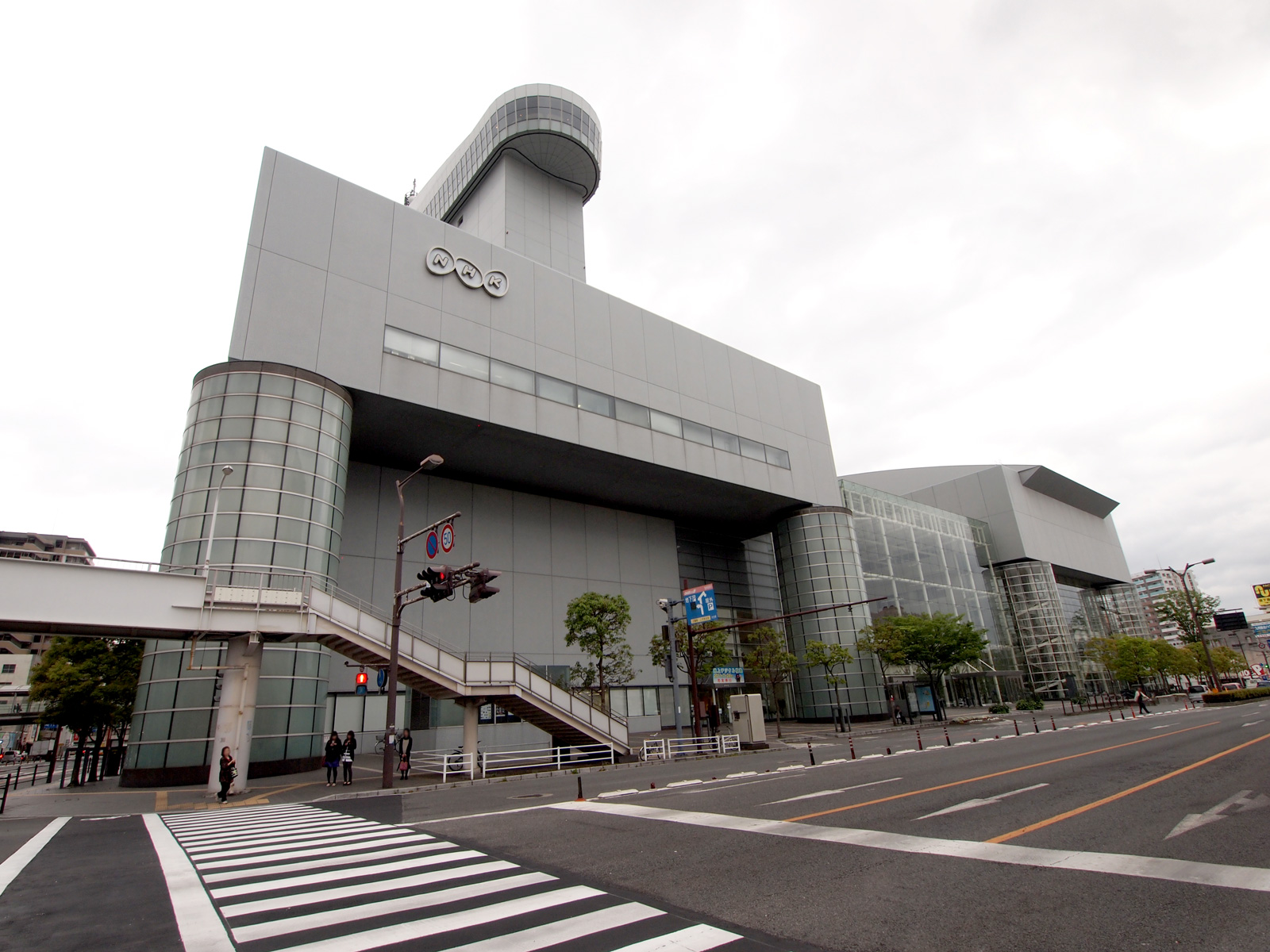
NHK 오이타 방송국

NHK 오이타 방송국(大分 放送局)은 오이타현을 방송구역으로 하는 NHK의 지역방송국이며 중파·FM라디오·텔레비전 방송을 담당하고 있다.

## 연혁
- 1941년 6월 2일 오이타방송국 개국(콜사인 :「JOIP」,주파수 700KC, 출력 500W)
- 1959년 1월 교육 텔레비전 방송 개시
- 1959년 8월 오이타 방송국 텔레비전 방송 개시
- 1961년 5월 오이타 방송국 지역 방송 개시
- 1963년 컬러 텔레비전 방송 실시
- 1969년 3월 FM방송 개시
- 2006년 11월 1일 지상파 디지털 텔레비전 시험 방송(아날로그 동시 방송) 개시
- 2006년 12월 1일 지상파 디지털 텔레비전 방송 개시
- 2011년 7월 24일 지상파 아날로그 텔레비전 방송 종료

## 채널·주파수

### 종합·교육 텔레비전
- 종합텔레비전 오이타본국 15ch(JOIP-DTV)
- 교육텔레비전 오이타본국 14ch(JOID-DTV)

### 라디오 주파수
| 중계국·방송국 | 주파수  | 출력 | 비고          |
| ------------- | ------- | ---- | ------------- |
| 오이타 방송국 | 639kHz  | 5kW  | 콜사인은 JOIP |
| 나카쓰 중계국 | 981kHz  | 100W |               |
| 히타 중계국   | 1026kHz | 100W |               |
| 사이키 중계국 | 1161kHz | 100W |               |
| 다케다 중계국 | 1323kHz | 100W |               |
| 구스 중계국   | 1341kHz | 100W |               |

| 중계국·방송국 | 주파수  | 출력 | 비고          |
| ------------- | ------- | ---- | ------------- |
| 오이타 방송국 | 1467kHz | 1kW  | 콜사인은 JOID |
| 사이키 중계국 | 1521kHz | 100W |               |

| 중계국·방송국     | 주파수  | 출력 | 비고             |
| ----------------- | ------- | ---- | ---------------- |
| 오이타 방송국     | 88.9MHz | 1kW  | 콜사인은 JOIP-FM |
| 나카쓰 중계국     | 86.2MHz | 10W  |                  |
| 히타 중계국       | 84.2MHz | 10W  |                  |
| 사이키 중계국     | 84.6MHz | 10W  |                  |
| 다케다 중계국     | 86.0MHz | 10W  |                  |
| 미에 중계국       | 85.0MHz | 3W   |                  |
| 구니사키 중계국   | 83.5MHz | 10W  |                  |
| 구스 중계국       | 82.3MHz | 100W |                  |
| 아지무 중계국     | 84.6MHz | 10W  |                  |
| 혼야바케이 중계국 | 86.8MHz | 10W  |                  |
| 야마쿠니 중계국   | 82.6MHz | 1W   |                  |
| 우메 중계국       | 84.2MHz | 10W  |                  |
| 카마에 중계국     | 84.3MHz | 10W  |                  |
| 하타노우라 중계국 | 80.4MHz | 10W  |                  |
| 츠쿠미 중계국     | 83.8MHz | 10W  |                  |

## 오이타현에 있는 다른 텔레비전·라디오 방송국
- 오이타 방송(OBS)(TV는 도쿄 방송 계열, 라디오는 JRN&NRN 계열)
- TV 오이타(TOS)(후지 TV·니혼 TV 계열)
- 오이타 아사히 방송(OAB)(TV 아사히 계열)
- FM오이타(JFN 계열)